# 阿爾孔謝勒

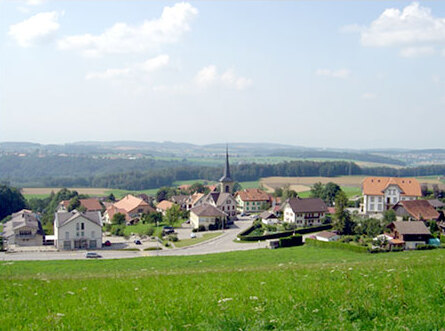

阿爾孔謝勒（法語：Arconciel，法語發音：[aʁkõsjɛl]]）是瑞士的城鎮，位於該國西部，由弗里堡州負責管轄，面積6.17平方公里，海拔高度734米，2011年人口770，八成人口信奉羅馬天主教，人口密度每平方公里125人。

## 外部連結
- Official website （页面存档备份，存于） （法文）